# Гарбсен
Гарбсен (нем. Garbsen) — город в Германии, в земле Нижняя Саксония.
Входит в состав района Ганновер. Население составляет 61 790 человек (на 31 декабря 2010 года). Занимает площадь 79,31 км². Официальный код — 03 2 41 005.
Город подразделяется на 13 городских районов.

## Население
| Год  | Население |
| ---- | --------- |
| 1990 | 60 013    |
| 1995 | 62 079    |
| 2000 | 63 148    |
| 2005 | 63 208    |
| 2010 | 61 818    |

## Города-побратимы
- Франция: Эрувиль-Сен-Клер
- Великобритания: Бассетло (Англия)
- США: Фармерс-Бранч (Техас)
- Германия: Шёнебек (Эльба) (Саксония-Анхальт)
- Польша: Вжесня

## Фотографии

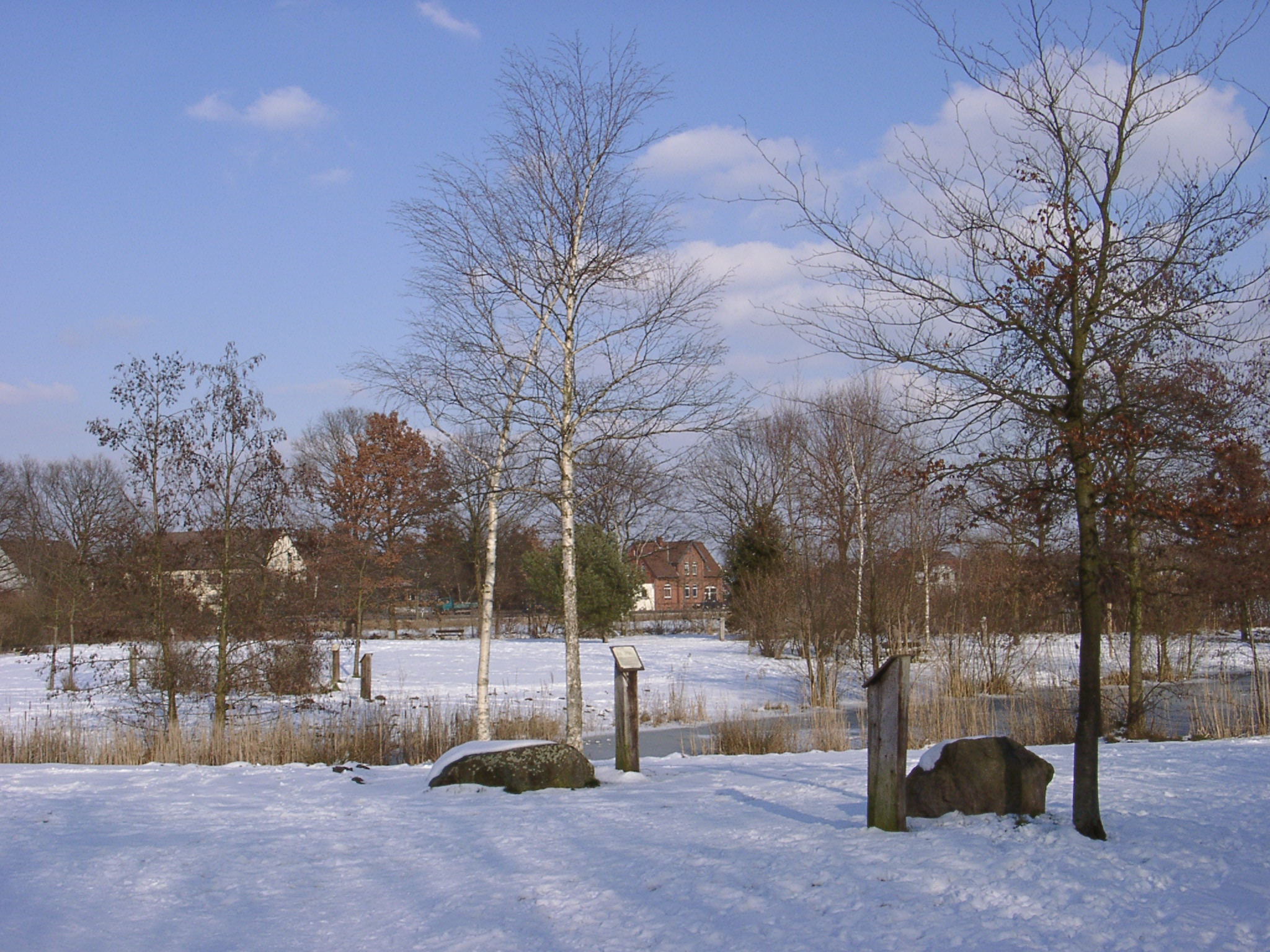
Городской парк зимой
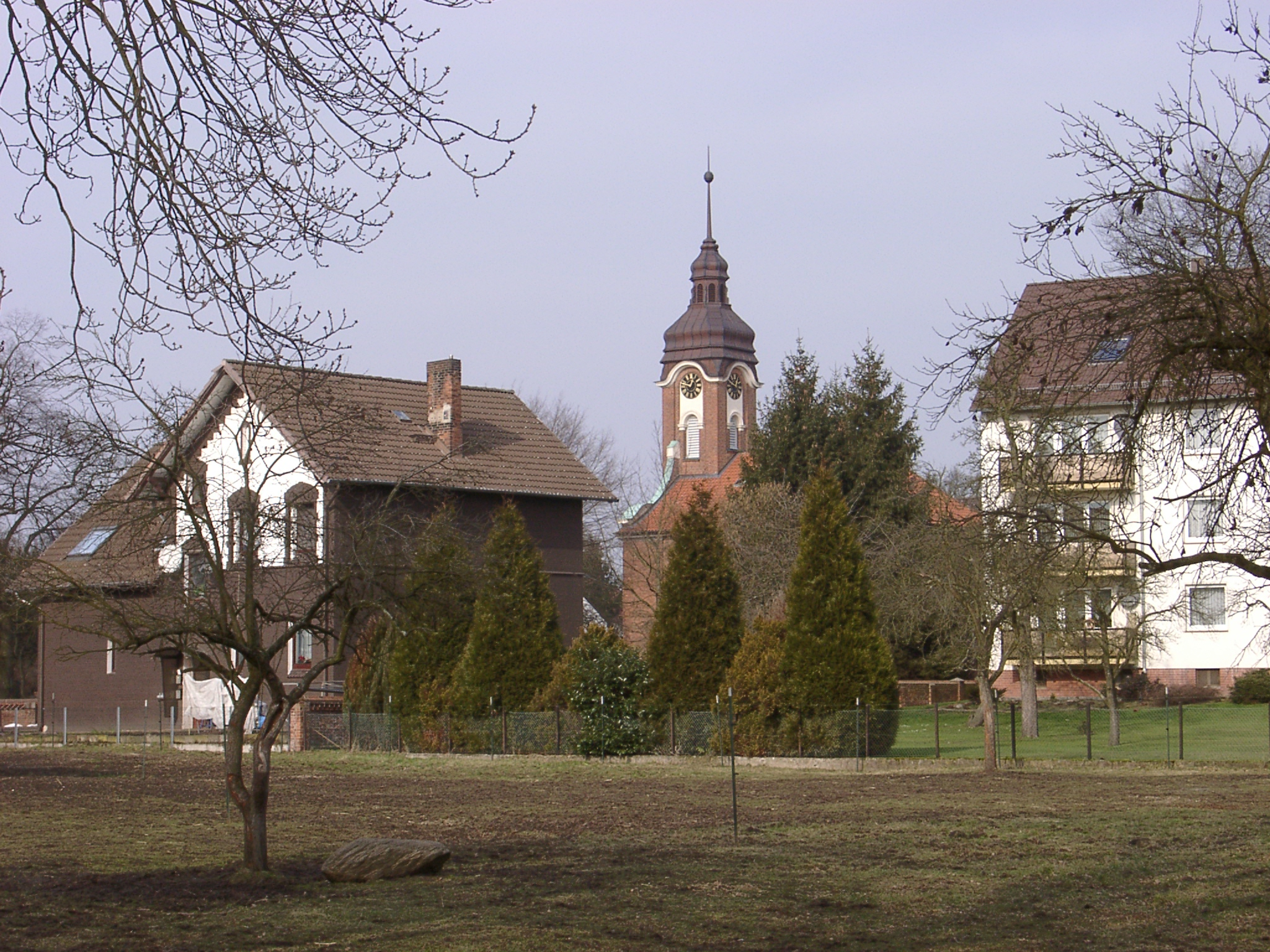
Евангелическая церковь
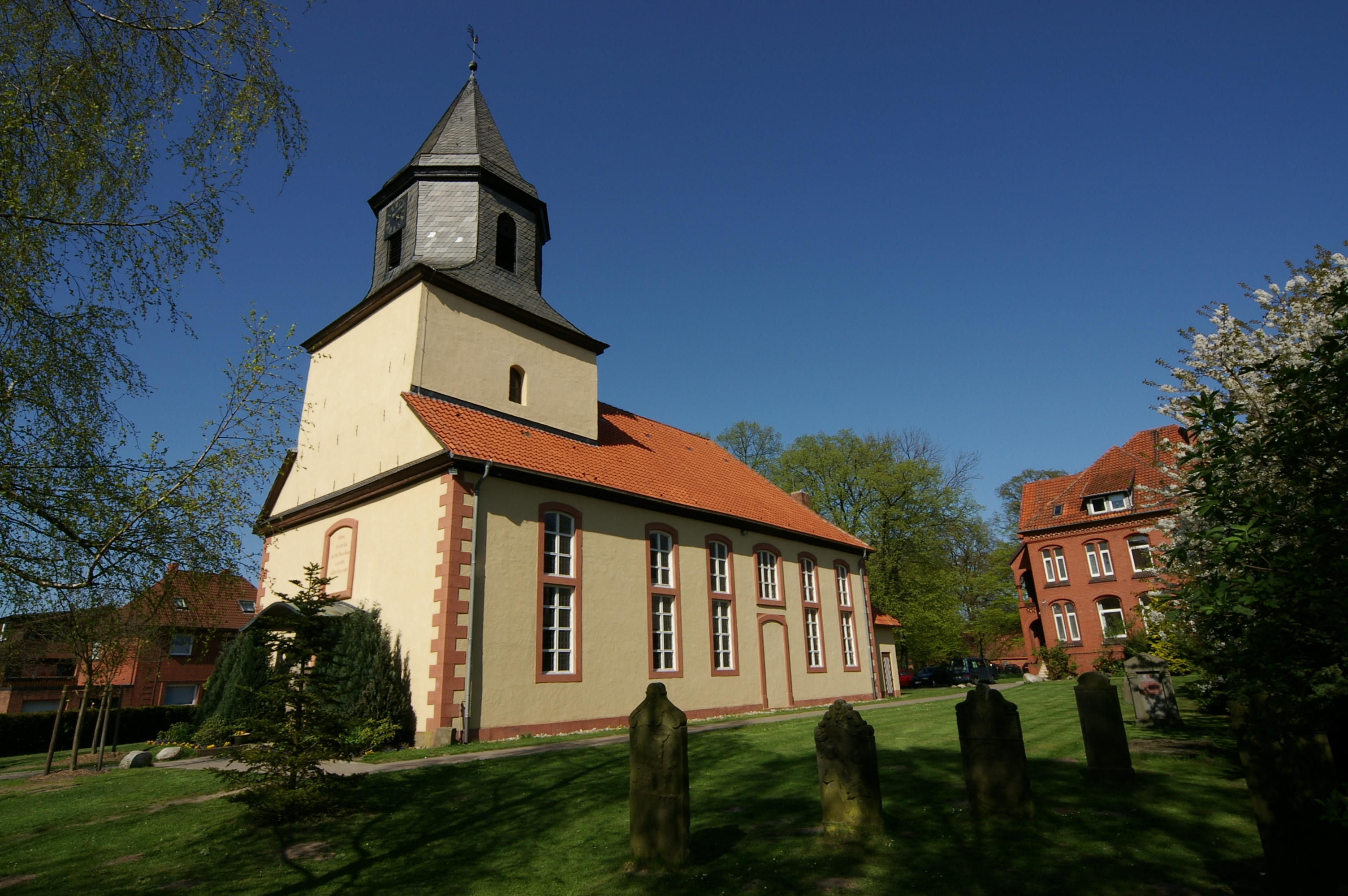
Евангелическо-лютеранская церковь
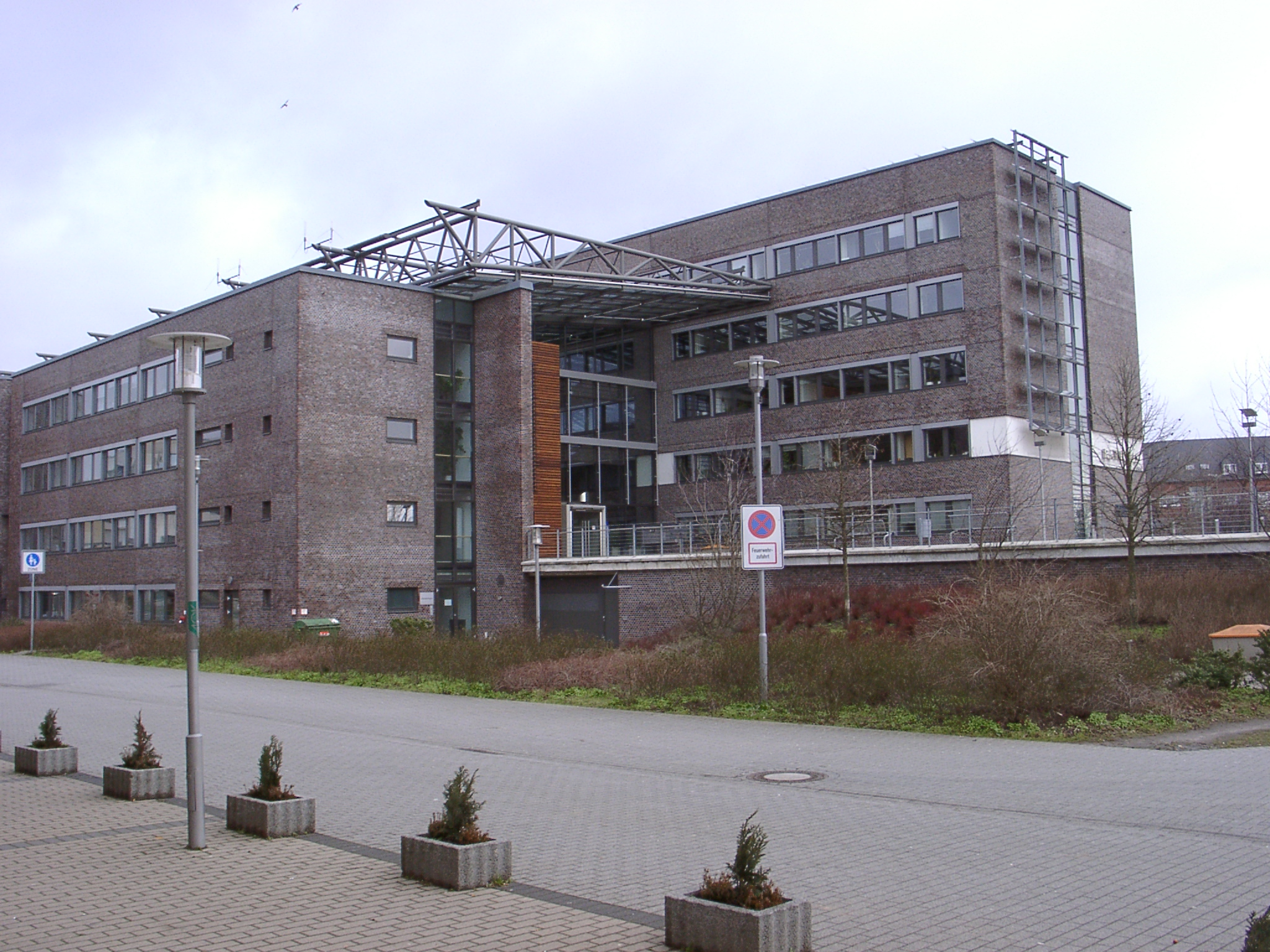
Ратуша
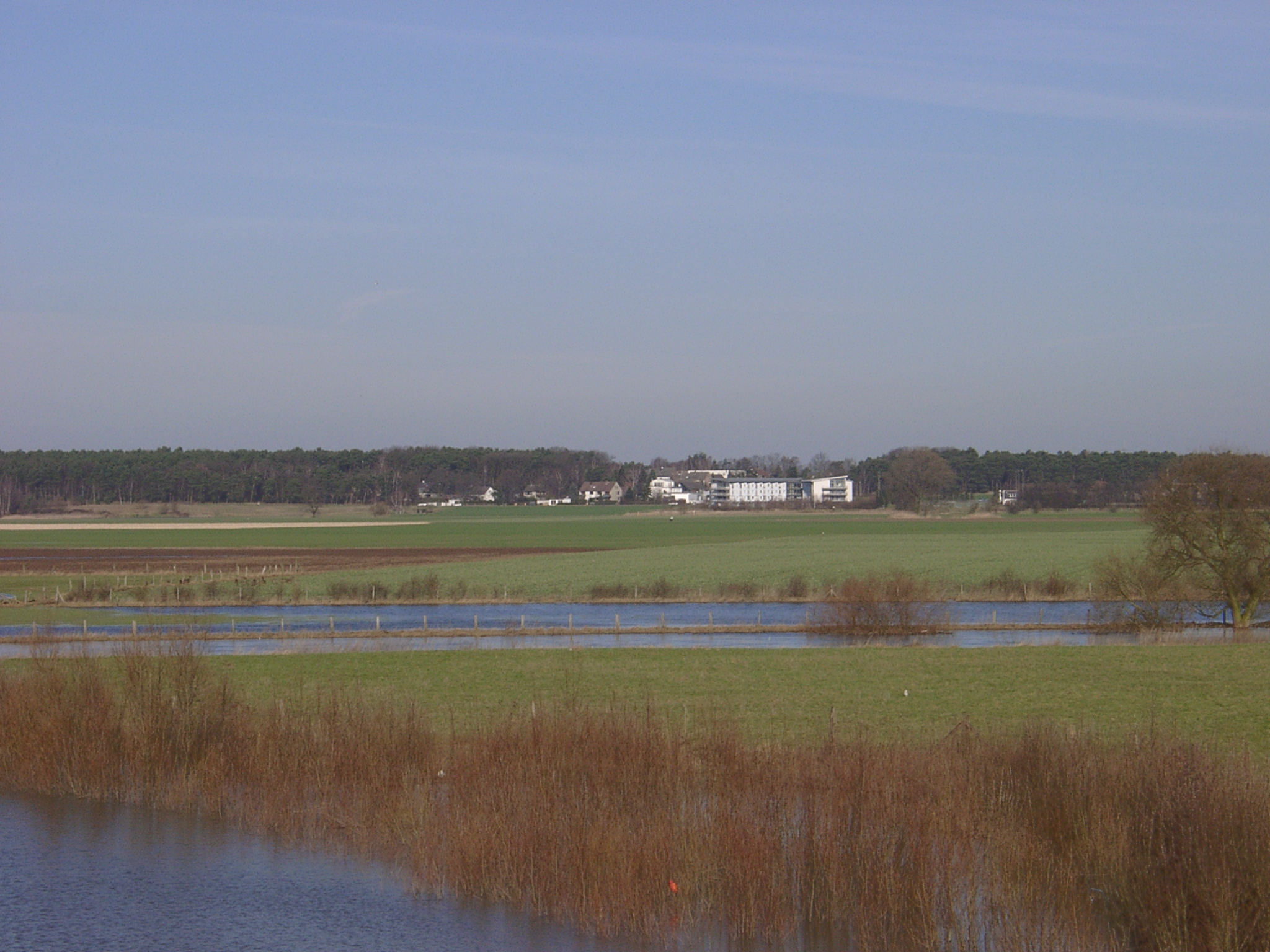
Вид на реку Лайне
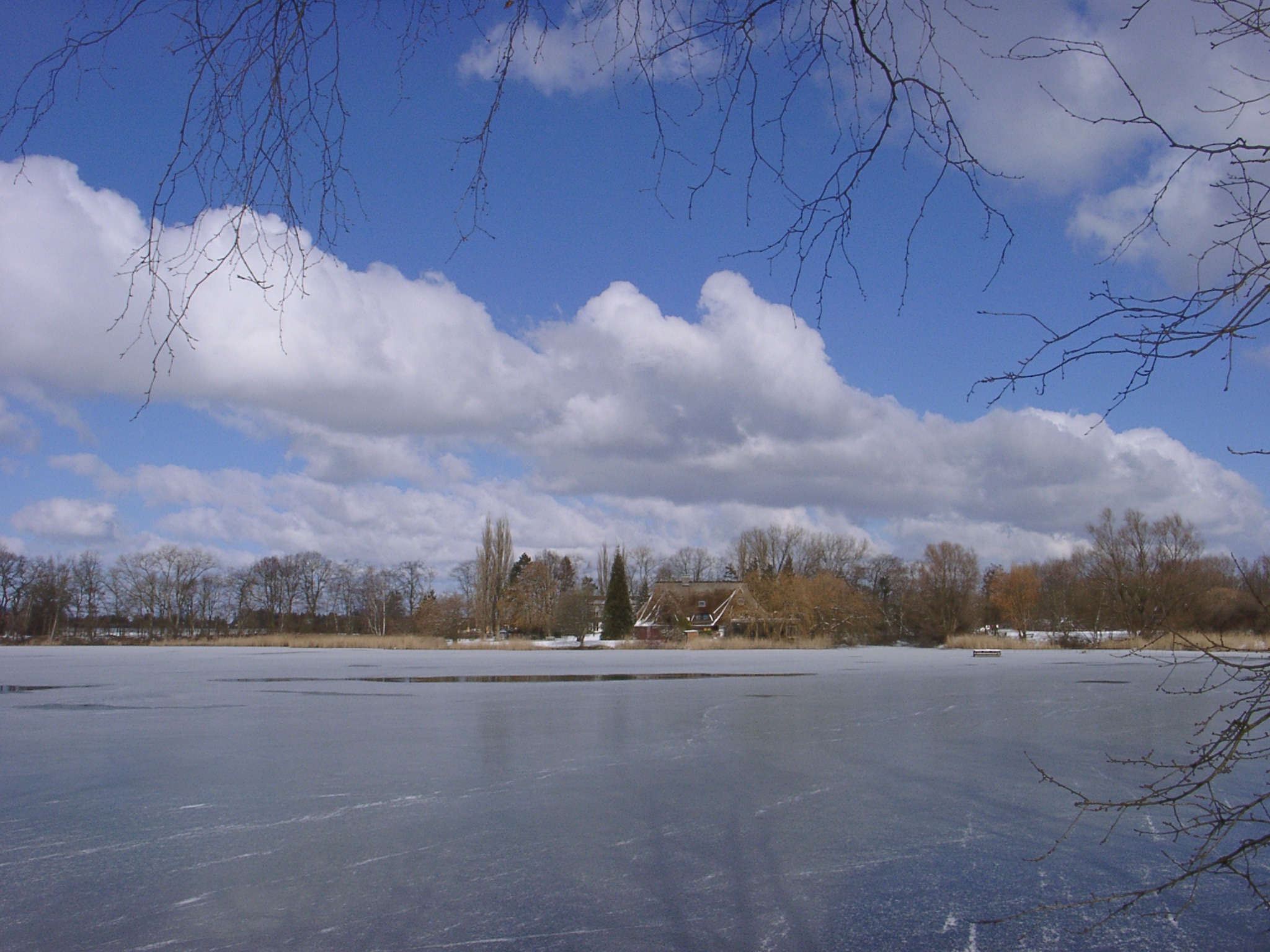
Озеро в Гарбсене
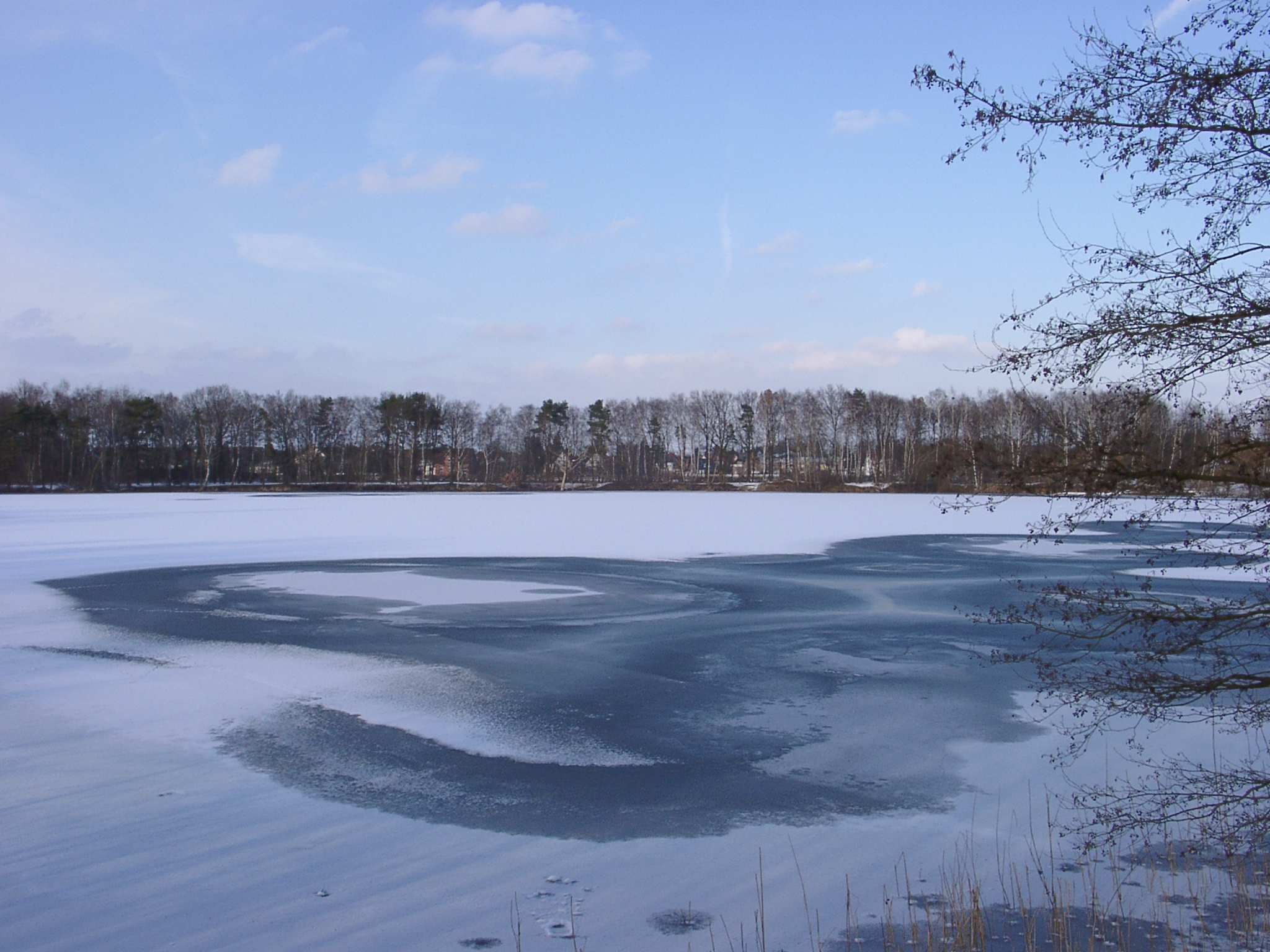
Озеро в городском парке
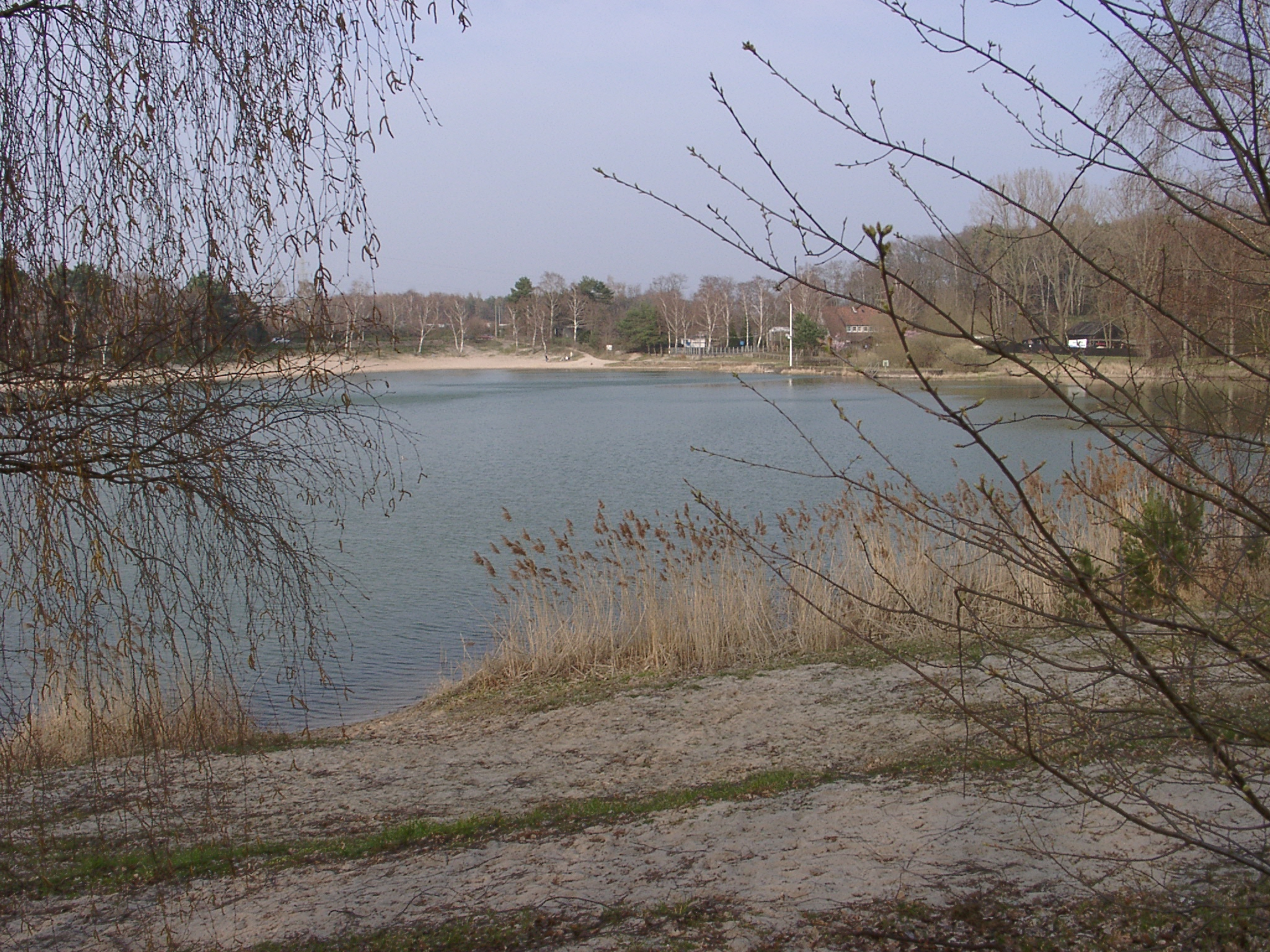
Голубое озеро